# Costas da Mantiqueira
Costas da Mantiqueira é um distrito do município brasileiro de Barbacena, no interior do estado de Minas Gerais. Segundo o censo demográfico de 2022, realizado pelo Instituto Brasileiro de Geografia e Estatística (IBGE), sua população era de 874 habitantes e havia 279 domicílios particulares permanentes ocupados. Possui área de 25,18 km² conforme a Fundação João Pinheiro (FJP). Foi criado pela lei municipal nº 3.365 nº 863 de 8 de novembro de 1996.
De acordo com o IBGE, em 2010 a população era de 920 habitantes e havia 306 domicílios particulares.